# Pelhřimov, Pacov, Kamenice nad Lipou, Počátky (volební obvod Českého zemského sněmu)
Pelhřimov, Pacov, Kamenice nad Lipou, Počátky byl jednomandátový volební obvod Českého zemského sněmu. Volili v něm občané soudních okresů Pelhřimov, Pacov, Kamenice nad Lipou a Počátky, kteří splnili podmínky volebního cenzu. V rámci kuriového volebního systému se jednalo o skupinu venkovských obcí. Obvod nezahrnoval města Pelhřimov a Kamenice nad Lipou, která náležela do městského volebního okresu. Volební obvod byl zřízen s ustavením voleného sněmu v roce 1861 a definitivně zanikl se vznikem Československa roku 1918.

## Charakteristika obvodu
| Rok           | 1901  | 1908  |
| ------------- | ----- | ----- |
| Počet voličů  | 7 154 | 7 536 |
| Volební účast | 31,9  | 80,8  |

Volby probíhaly dvoukolovým většinovým systémem; pokud první kandidát nezískal více než 50 % hlasů, konalo se další kolo hlasování. Původně se volilo nepřímo systémem volitelů; kdy každá obec v okrese vyslala podle svého počtu obyvatel určitý počet volitelů, kteří se poté sešli a zvolili poslance. Od zemských voleb v roce 1901 byly zavedeny přímé volby. Volební právo bylo po celou dobu existence obvodu omezené podle daňového cenzu, volit mohli pouze občané dané oblasti platící alespoň 5 zlatých přímých daní. Volební řád nespecifikoval pohlaví oprávněných voličů, v praxi však úřady k volbám připouštěly pouze muže. Pro příklad omezeného volebního práva je možno uvést situaci ze zemských voleb 1908, kdy mělo volební právo  9,5 % občanského obyvatelstva.

## Seznam poslanců
| Poslanec      | Poslanec          | Strana    | Volby      |
| ------------- | ----------------- | --------- | ---------- |
|               | František Kralert | staročeši | 1861       |
| 1867 (leden)  | František Kralert | staročeši |            |
| 1867 (březen) | František Kralert | staročeši |            |
| 1869 dopl.    | František Kralert | staročeši |            |
| 1870          | František Kralert | staročeši |            |
| 1872          | František Kralert | staročeši |            |
| 1873 dopl.    | František Kralert | staročeši |            |
| 1874 dopl.    | František Kralert | staročeši |            |
| 1875 dopl.    | František Kralert | staročeši |            |
| 1876 dopl.    | František Kralert | staročeši |            |
| 1877 dopl.    | František Kralert | staročeši |            |
| 1878          | František Kralert | staročeši |            |
|               | Václav Nedoma     | staročeši | 1880 dopl. |
| 1883          | Václav Nedoma     | staročeši |            |
|               | Zdeněk Strobach   | staročeši | 1885 dopl. |
| 1889          | Zdeněk Strobach   | staročeši |            |
|               | Josef Pech        | mladočeši | 1895       |
|               | Matěj Bíba        | agrárníci | 1901       |
|               | Jan Vacek         | agrárníci | 1908       |

## Volby

### Volby 1908
| Zemské volby 1908        |                          |                          |             |             |             |            |            |            |
| Kandidát                 | Kandidát                 | Strana                   | První volba | První volba | První volba | Užší volba | Užší volba | Užší volba |
| Kandidát                 | Kandidát                 | Strana                   | Hlasy       | %           | ±%          | Hlasy      | %          | ±%         |
|                          | Jan Vacek                | Agrárníci                | 2 888       | 47,8        | -14,1       | 3 578      | 53,8       |            |
|                          | Miloš Záruba             | Katolický agrárník       | 2 989       | 49,5        |             | 3 073      | 46,2       |            |
|                          | Jan Špoutil              | Sociální demokraté       | 152         | 2,5         |             |            |            |            |
|                          | roztříštěné hlasy        | roztříštěné hlasy        | 14          | 0,2         | -0,8        |            |            |            |
| neplatné a prázdné hlasy | neplatné a prázdné hlasy | neplatné a prázdné hlasy | 44          | 0,7         |             | 33         | 0,5        |            |
| Celkem/účast             | Celkem/účast             | Celkem/účast             | 6 087       | 80,8        | +48,9       | 6 684      | 88,7       |            |
|                          | Agrárníci obhájili       | Agrárníci obhájili       | ±           |             |             |            |            |            |

### Volby 1901
| Zemské volby 1901        |                                 |                                 |             |             |             |
| Kandidát                 | Kandidát                        | Strana                          | První volba | První volba | První volba |
| Kandidát                 | Kandidát                        | Strana                          | Hlasy       | %           | ±%          |
|                          | Matěj Bíba                      | Agrárníci                       | 1 404       | 61,9        |             |
|                          | Jakub Jindra                    | Mladočeši                       | 732         | 32,3        | -49,5       |
|                          | Vavřinec Hamerník               | Státoprávní radikálové          | 108         | 4,8         |             |
|                          | roztříštěné hlasy               | roztříštěné hlasy               | 23          | 1,0         |             |
| neplatné a prázdné hlasy | neplatné a prázdné hlasy        | neplatné a prázdné hlasy        | 13          | 0,6         |             |
| Celkem/účast             | Celkem/účast                    | Celkem/účast                    | 2 280       | 31,9        |             |
|                          | Agrárníci získali od mladočechů | Agrárníci získali od mladočechů | ±           |             |             |

### Volby 1895
| Zemské volby 1895        |                                 |                                 |             |             |             |
| Kandidát                 | Kandidát                        | Strana                          | První volba | První volba | První volba |
| Kandidát                 | Kandidát                        | Strana                          | Hlasy       | %           | ±%          |
|                          | Josef Pech                      | Mladočeši                       | 153         | 81,8        | +49,9       |
|                          | Jan Bída                        | Staročeši                       | 34          | 18,2        | -49,9       |
| neplatné a prázdné hlasy | neplatné a prázdné hlasy        | neplatné a prázdné hlasy        | 22          | 10,5        |             |
| Celkem/účast             | Celkem/účast                    | Celkem/účast                    | 209         | 93,7        |             |
|                          | Mladočeši získali od staročechů | Mladočeši získali od staročechů | ±           |             |             |

### Volby 1889
| Zemské volby 1889        |                          |                          |             |             |             |
| Kandidát                 | Kandidát                 | Strana                   | První volba | První volba | První volba |
| Kandidát                 | Kandidát                 | Strana                   | Hlasy       | %           | ±%          |
|                          | Zdeněk Strobach          | Staročeši                | 141         | 68,1        | +3,9        |
|                          | Karel Malát              | Mladočeši                | 66          | 31,9        |             |
| neplatné a prázdné hlasy | neplatné a prázdné hlasy | neplatné a prázdné hlasy | 0           | 0,0         |             |
| Celkem/účast             | Celkem/účast             | Celkem/účast             | 207         |             |             |
|                          | Staročeši obhájili       | Staročeši obhájili       | ±           |             |             |

### Doplňovací volby 1885
Mladočeský kandidát Hynek Lang se před volbami vzdal kandidatury. Přesto množství hlasů směřovalo proti staročechovi Strobachovi. Okresní starosta v Pelhřimově František Kaňka a okresní starosta v Pacově Augustin Mašát získali dohromady více než třetinu hlasů, přestože ve volbách ani nekandidovali.
| Doplňovací zemské volby 1885 |                          |                          |             |             |             |
| Kandidát                     | Kandidát                 | Strana                   | První volba | První volba | První volba |
| Kandidát                     | Kandidát                 | Strana                   | Hlasy       | %           | ±%          |
|                              | Zdeněk Strobach          | Staročeši                | 129         | 64,2        | -35,8       |
|                              | František Kaňka          | nezávislý                | 52          | 25,9        |             |
|                              | Augustin Mašát           | nezávislý                | 20          | 10,0        |             |
| neplatné a prázdné hlasy     | neplatné a prázdné hlasy | neplatné a prázdné hlasy | 0           | 0,0         |             |
| Celkem/účast                 | Celkem/účast             | Celkem/účast             | 201         |             |             |
|                              | Staročeši obhájili       | Staročeši obhájili       | ±           |             |             |

### Volby 1883
| Zemské volby 1883        |                          |                          |             |             |             |
| Kandidát                 | Kandidát                 | Strana                   | První volba | První volba | První volba |
| Kandidát                 | Kandidát                 | Strana                   | Hlasy       | %           | ±%          |
|                          | Václav Nedoma            | Staročeši                | 192         | 100         | +3,6        |
| neplatné a prázdné hlasy | neplatné a prázdné hlasy | neplatné a prázdné hlasy | 3           | 1,5         |             |
| Celkem/účast             | Celkem/účast             | Celkem/účast             | 195         |             |             |
|                          | Staročeši obhájili       | Staročeši obhájili       | ±           |             |             |

### Doplňovací volby 1880
| Doplňovací zemské volby 1880 |                          |                          |             |             |             |
| Kandidát                     | Kandidát                 | Strana                   | První volba | První volba | První volba |
| Kandidát                     | Kandidát                 | Strana                   | Hlasy       | %           | ±%          |
|                              | Václav Nedoma            | Staročeši                | 190         | 96,4        | -1,5        |
|                              | František Kaňka          | nezávislý                | 5           | 2,5         |             |
|                              | Bedřich Pokorný          | nezávislý                | 2           | 1,0         | -1,1        |
| neplatné a prázdné hlasy     | neplatné a prázdné hlasy | neplatné a prázdné hlasy | 1           | 0,5         |             |
| Celkem/účast                 | Celkem/účast             | Celkem/účast             | 198         |             |             |
|                              | Staročeši obhájili       | Staročeši obhájili       | ±           |             |             |

### Volby 1878
| Zemské volby 1878        |                          |                          |             |             |             |
| Kandidát                 | Kandidát                 | Strana                   | První volba | První volba | První volba |
| Kandidát                 | Kandidát                 | Strana                   | Hlasy       | %           | ±%          |
|                          | František Kralert        | Staročeši                | 187         | 97,9        | +0,1        |
|                          | Bedřich Pokorný          | nezávislý                | 4           | 2,1         |             |
| neplatné a prázdné hlasy | neplatné a prázdné hlasy | neplatné a prázdné hlasy | 2           | 1,0         |             |
| Celkem/účast             | Celkem/účast             | Celkem/účast             | 193         |             |             |
|                          | Staročeši obhájili       | Staročeši obhájili       | ±           |             |             |

### Doplňovací volby 1877
| Doplňovací zemské volby 1877 |                          |                          |             |             |             |
| Kandidát                     | Kandidát                 | Strana                   | První volba | První volba | První volba |
| Kandidát                     | Kandidát                 | Strana                   | Hlasy       | %           | ±%          |
|                              | František Kralert        | Staročeši                | 186         | 97,8        | +2,3        |
|                              | Jan Hromadník            | Mladočeši                | 4           | 2,2         | -2,3        |
| neplatné a prázdné hlasy     | neplatné a prázdné hlasy | neplatné a prázdné hlasy | 4           | 2,1         |             |
| Celkem/účast                 | Celkem/účast             | Celkem/účast             | 194         |             |             |
|                              | Staročeši obhájili       | Staročeši obhájili       | ±           |             |             |

### Doplňovací volby 1876
| Doplňovací zemské volby 1876 |                          |                          |             |             |             |
| Kandidát                     | Kandidát                 | Strana                   | První volba | První volba | První volba |
| Kandidát                     | Kandidát                 | Strana                   | Hlasy       | %           | ±%          |
|                              | František Kralert        | Staročeši                | 171         | 95,5        | +1,1        |
|                              | Jan Hromadník            | Mladočeši                | 8           | 4,5         | -0,1        |
| neplatné a prázdné hlasy     | neplatné a prázdné hlasy | neplatné a prázdné hlasy | 0           | 0,0         |             |
| Celkem/účast                 | Celkem/účast             | Celkem/účast             | 179         | 81,4        |             |
|                              | Staročeši obhájili       | Staročeši obhájili       | ±           |             |             |

### Doplňovací volby 1875
| Doplňovací zemské volby 1875 |                          |                          |             |             |             |
| Kandidát                     | Kandidát                 | Strana                   | První volba | První volba | První volba |
| Kandidát                     | Kandidát                 | Strana                   | Hlasy       | %           | ±%          |
|                              | František Kralert        | Staročeši                | 184         | 94,4        | -3,6        |
|                              | Jan Hromadník            | Mladočeši                | 9           | 4,6         | +2,6        |
|                              | Jan Kratochvíle          | Mladočeši                | 2           | 1,0         |             |
| neplatné a prázdné hlasy     | neplatné a prázdné hlasy | neplatné a prázdné hlasy | 0           | 0,0         |             |
| Celkem/účast                 | Celkem/účast             | Celkem/účast             | 195         |             |             |
|                              | Staročeši obhájili       | Staročeši obhájili       | ±           |             |             |

### Doplňovací volby 1874
| Doplňovací zemské volby 1874 |                          |                          |             |             |             |
| Kandidát                     | Kandidát                 | Strana                   | První volba | První volba | První volba |
| Kandidát                     | Kandidát                 | Strana                   | Hlasy       | %           | ±%          |
|                              | František Kralert        | Staročeši                | 200         | 98,0        | -2,0        |
|                              | Karel Sladkovský         | Mladočeši                | 4           | 2,0         |             |
| neplatné a prázdné hlasy     | neplatné a prázdné hlasy | neplatné a prázdné hlasy | 1           | 0,5         |             |
| Celkem/účast                 | Celkem/účast             | Celkem/účast             | 205         |             |             |
|                              | Staročeši obhájili       | Staročeši obhájili       | ±           |             |             |

### Doplňovací volby 1873
| Doplňovací zemské volby 1873 |                          |                          |             |             |             |
| Kandidát                     | Kandidát                 | Strana                   | První volba | První volba | První volba |
| Kandidát                     | Kandidát                 | Strana                   | Hlasy       | %           | ±%          |
|                              | František Kralert        | Staročeši                | 197         | 100         | ±0,0        |
| neplatné a prázdné hlasy     | neplatné a prázdné hlasy | neplatné a prázdné hlasy | 4           | 2,0         |             |
| Celkem/účast                 | Celkem/účast             | Celkem/účast             | 201         | 91,4        |             |
|                              | Staročeši obhájili       | Staročeši obhájili       | ±           |             |             |

### Volby 1872
| Zemské volby 1872        |                          |                          |             |             |             |
| Kandidát                 | Kandidát                 | Strana                   | První volba | První volba | První volba |
| Kandidát                 | Kandidát                 | Strana                   | Hlasy       | %           | ±%          |
|                          | František Kralert        | Staročeši                | 173         | 100         | ±0,0        |
| neplatné a prázdné hlasy | neplatné a prázdné hlasy | neplatné a prázdné hlasy | 0           | 0,0         |             |
| Celkem/účast             | Celkem/účast             | Celkem/účast             | 173         |             |             |
|                          | Staročeši obhájili       | Staročeši obhájili       | ±           |             |             |

### Volby 1870
| Zemské volby 1870        |                          |                          |             |             |             |
| Kandidát                 | Kandidát                 | Strana                   | První volba | První volba | První volba |
| Kandidát                 | Kandidát                 | Strana                   | Hlasy       | %           | ±%          |
|                          | František Kralert        | Staročeši                | 177         | 100         | ±0,0        |
| neplatné a prázdné hlasy | neplatné a prázdné hlasy | neplatné a prázdné hlasy | 3           | 1,7         |             |
| Celkem/účast             | Celkem/účast             | Celkem/účast             | 180         |             |             |
|                          | Staročeši obhájili       | Staročeši obhájili       | ±           |             |             |

### Doplňovací volby 1869
| Doplňovací zemské volby 1869 |                    |                    |             |             |             |
| Kandidát                     | Kandidát           | Strana             | První volba | První volba | První volba |
| Kandidát                     | Kandidát           | Strana             | Hlasy       | %           | ±%          |
|                              | František Kralert  | Staročeši          |             | 100         | ±0,0        |
| neplatné a prázdné hlasy     |                    |                    |             |             |             |
| Celkem/účast                 |                    |                    |             |             |             |
|                              | Staročeši obhájili | Staročeši obhájili | ±           |             |             |

### Volby 1867 (březen)
| Zemské volby 1867 (březen) |                          |                          |             |             |             |
| Kandidát                   | Kandidát                 | Strana                   | První volba | První volba | První volba |
| Kandidát                   | Kandidát                 | Strana                   | Hlasy       | %           | ±%          |
|                            | František Kralert        | Staročeši                | 184         | 100         | +24,5       |
| neplatné a prázdné hlasy   | neplatné a prázdné hlasy | neplatné a prázdné hlasy | 0           | 0,0         |             |
| Celkem/účast               | Celkem/účast             | Celkem/účast             | 184         |             |             |
|                            | Staročeši obhájili       | Staročeši obhájili       | ±           |             |             |

### Volby 1867 (leden)
| Zemské volby 1867 (leden) |                          |                          |             |             |             |
| Kandidát                  | Kandidát                 | Strana                   | První volba | První volba | První volba |
| Kandidát                  | Kandidát                 | Strana                   | Hlasy       | %           | ±%          |
|                           | František Kralert        | Staročeši                | 142         | 75,5        | -24,5       |
|                           | Jakub Škoda              | nezávislý                | 46          | 24,5        |             |
| neplatné a prázdné hlasy  | neplatné a prázdné hlasy | neplatné a prázdné hlasy | 0           | 0,0         |             |
| Celkem/účast              | Celkem/účast             | Celkem/účast             | 188         |             |             |
|                           | Staročeši obhájili       | Staročeši obhájili       | ±           |             |             |

### Volby 1861
| Zemské volby 1861        |                                |                                |             |             |             |
| Kandidát                 | Kandidát                       | Strana                         | První volba | První volba | První volba |
| Kandidát                 | Kandidát                       | Strana                         | Hlasy       | %           | ±%          |
|                          | František Kralert              | Staročeši                      |             | 100         |             |
| neplatné a prázdné hlasy |                                |                                |             |             |             |
| Celkem/účast             |                                |                                |             |             |             |
|                          | Staročeši získali (nový obvod) | Staročeši získali (nový obvod) | ±           |             |             |